# Pseudorchis albida
Pseudorchis albida (L.) Á. Löve & D. Löve, 1969 è una pianta erbacea appartenente alla famiglia delle Orchidacee.

## Descrizione

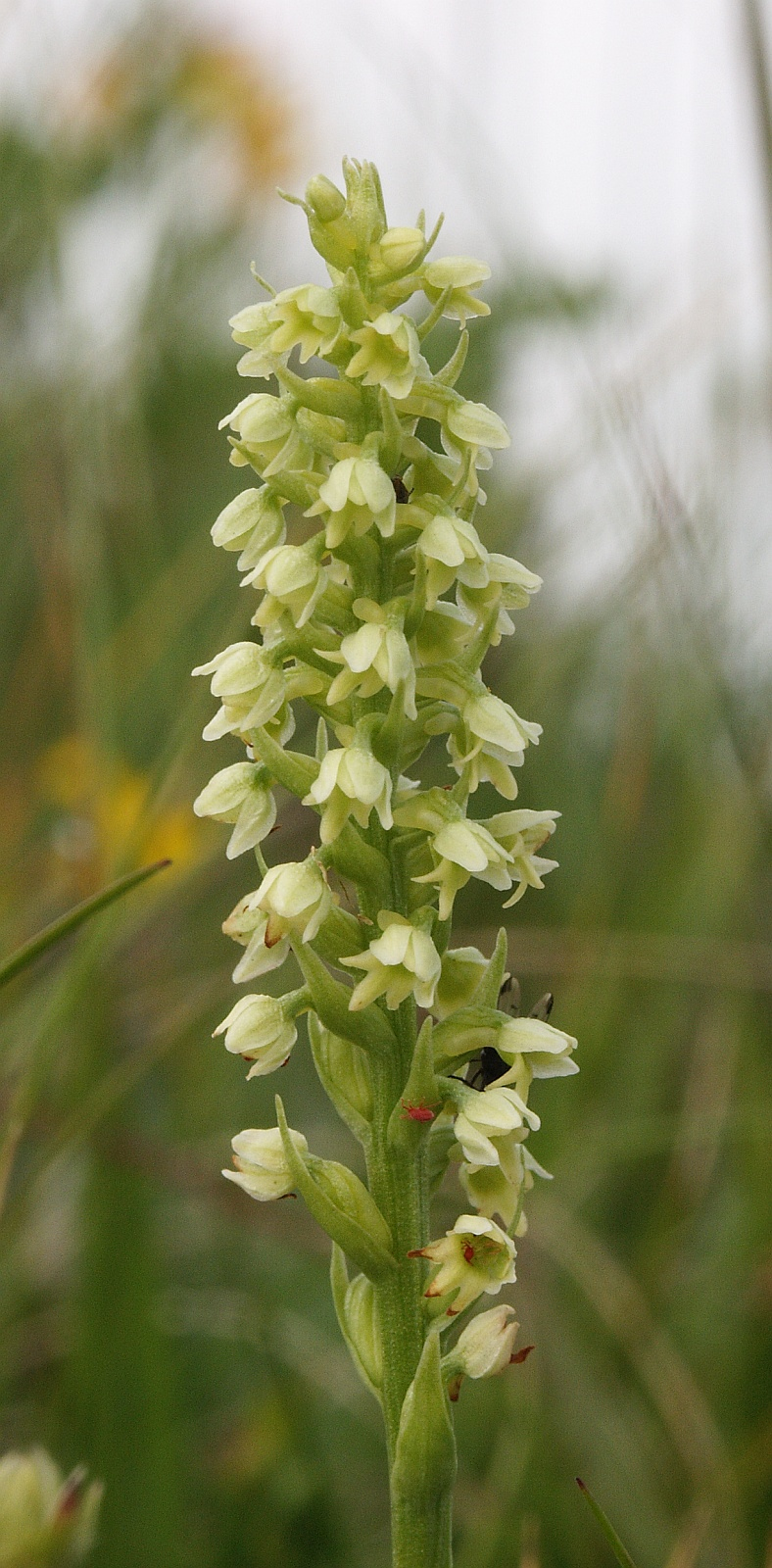
Infiorescenza di P. albida

È una pianta di piccole dimensioni, con fusto eretto, alto 15–30 cm. 

L'apparato radicale è costituito da rizotuberi palmato-digitati.
 
Le foglie inferiori sono ovato-lanceolate, mano a mano si sale lungo il fusto le foglie diventano lanceolate e si riducono fino a divenire bratteiformi.

L'infiorescenza è di forma cilindrica; i fiori sono piccoli, penduli, campanulati, e molto profumati, di colore dal giallo chiaro al bianco verdognolo. I petali ed i sepali formano un casco attorno al labello, trilobato, lungo 3–4 mm. Sono dotati di un breve sperone cilindrico, lungo 2–3 mm.
Fiorisce da maggio ad agosto.
Il numero cromosomico di Pseudorchis albida è 2n=42.

## Biologia
I fiori sono visitati da diverse specie di lepidotteri e imenotteri ma non è stato identificato con certezza uno specifico insetto impollinatore. È possibile anche la autoimpollinazione.

## Distribuzione e habitat
Si tratta di una specie artico-alpina, con areale che si estende dalla Groenlandia alla penisola di Kamčatka. 
In Italia la specie è comune sulla catena alpina, rara sui rilievi più elevati dell'Appennino settentrionale e centrale.
Cresce in prati e pascoli alpini e subalpini, da 600 a 2590 m di altitudine.

## Tassonomia

### Varietà
Sono state descritte due varietà, entrambe presenti sulle Alpi:
- Pseudorchis albida var. albida, entità con labello giallo e lobi laterali più corti del mediano
- Pseudorchis albida var. tricuspis (Beck.) Kreutz, entità con labello bianco e tre lobi di eguale grandezza